# Amelinghausen
Amelinghausen är en kommun och ort i Landkreis Lüneburg i förbundslandet Niedersachsen i Tyskland.
Kommunen ingår i kommunalförbundet Samtgemeinde Amelinghausen tillsammans med ytterligare fyra kommuner.